# Meškuičiai
Meškuičiai är en ort i Litauen. Den ligger i den norra delen av landet, 190 km nordväst om huvudstaden Vilnius. Meškuičiai ligger 88 meter över havet och antalet invånare är 1 218.
Terrängen runt Meškuičiai är platt. Runt Meškuičiai är det ganska glesbefolkat, med 26 invånare per kvadratkilometer. Närmaste större samhälle är Šiauliai, 18,1 km sydväst om Meškuičiai. Trakten runt Meškuičiai består till största delen av jordbruksmark.